# Luigi De Michele
Luigi De Michele (Santa Maria Capua Vetere, 20 febbraio 1903 – 15 settembre 1976) è stato un avvocato e politico italiano.
È stato deputato all'Assemblea Costituente, deputato alla Camera nella I legislatura e senatore nella IV legislatura.